# Голда Меир
Голда Меир (на иврит: גּוֹלְדָּה מֵאִיר) е израелски политик, министър-председател от 17 март 1969 до 3 юни 1974 г. Преди това заема и постовете министър на труда и външен министър. Тя е първата жена министър-председател на Израел и трета жена министър-председател в света.

## Ранни години
Голда Меир е родена като Голда Мабовиц в Киев, част от Руската империя (днес Украйна), в семейството на Блум Найдтич и Моше Мабовиц, които имат още две дъщери Шейна и Ципке. Голда и семейството ѝ живеят в така наречената Линия на уседналост в западната част на Руската империя, създадена с антисемитските закони от края на 19 век с цел там да бъде концентрирано еврейското население на страната. В съзнанието на малката Голда за цял живот ще се запечатат гладът и болестите, от които често страда семейството, пет от децата в което умират малки.
През 1903 бащата заминава за Съединените американски щати, а другите от семейството се преместват в Пинск. Там голямата сестра на Голда, Шейна, се включва в ционисткото движение. През 1906 цялото семейство емигрира в Съединените щати и се установява в Милуоки, където бащата работи като дърводелец, а майката поддържа бакалия.
До 1912 Голда посещава основно училище, днес наречено на нейно име, а след това – гимназия в Милуоки. Тъй като майка ѝ настоява да започне работа и да се ожени, тя избягва при сестра си Шейна в Денвър. Там прекарва около година и се запознава с бъдещия си съпруг Морис Майерсън. През 1913 се връща в Милуоки и през 1915 завършва гимназия. По това време се включва активно в Ционисткото младежко движение. След това завършва Щатското редовно училище в Милуоки (днес Университет на Уисконсин-Милуоки), след което работи като учителка. През 1917 се жени за Морис Майерсън и променя името си на Голда Майерсън.

## В Британска Палестина
През 1921 Голда Майерсън, съпругът ѝ и сестра ѝ Шейна заминават за Палестина, за да помогнат за създаването на еврейска държава. Тя е приета в кибуца Мерхавия, където задълженията ѝ включват бране на бадеми, садене на дръвчета, отглеждане на кокошки и готвене. Избрана е и за представител на кибуца в Общата федерация на труда (Хистадрут).
През 1924 семейството напуска кибуца, живеят за кратко в Тел Авив, след което се установяват в Йерусалим. Те имат две деца – син Менахем, роден през 1924, и дъщеря Сара, родена през 1926. През 1926 Голда Майерсън е избрана за секретар на Женския трудов съвет към Хистадрут и се премества в Тел Авив, заедно с децата. Съпругът ѝ остава в Йерусалим и оттогава двамата живеят разделени, макар че не се развеждат. Морис Майерсън умира през 1951.
Голда Майерсън придобива значително влияние в Хистадрут, който се превръща в своеобразно правителство на все още необявената държава Израел. Тя не е сред арестуваните при забраната на ционисткото движение от британските власти през 1946 и постепенно оглавява организацията. По това време води преговори с британските власти, като в същото време поддържа контакти със засилващото се партизанско движение.

## След създаването на Израел
Голда Майерсън е сред двадесет и четирите души, които на 14 май 1948 подписват Декларацията за създаването на Държавата Израел. Още на следващия ден Израел е нападнат от обединените сили на Египет, Сирия, Ливан, Трансйордания и Ирак. На Голда Майерсън е издаден първият израелски паспорт,, с който тя заминава за Съединените щати, за да набира средства за новообразуваната държава. След завръщането си е назначена за първия израелски посланик в Съветския съюз, където е посрещната триумфално от еврейската общност в Москва.
Малко по-късно, през 1949, Голда Майерсън се връща в Израел, като е избрана в Кнесета от партията Мапаи и остава депутат до 1974. От 1949 до 1956 тя е министър на труда на Израел. През 1956 става външен министър в кабинета на Давид Бен-Гурион. Още нейният предшественик Моше Шарет нарежда на всички служители на министерството да приемат еврейски фамилни имена. Заемайки министерския пост, по настояване на Бен-Гурион Голда Майерсън променя името си на Голда Меир (Меир означава „даваща светлина“ на иврит). В началото на 60-те години Меир заболява от лимфома, но прикрива болестта си. През 1965 се оттегля от правителството и ограничава политическата си активност.

## Министър-председател
След внезапната смърт на Леви Ешкол (Сколник) на 26 февруари 1969 година Мапаи избира за негов наследник като лидер на партията и министър-председател Голда Меир. Това става малко след като Израел удържа решителна победа над арабите и завзема значителни територии в Шестдневната война.
През 1972 в Мюнхен на XX летни олимпийски игри делегацията на Израел е нападната от терористи, които избиват голяма част от нея в т.нар. Мюнхенско клане. Меир апелира към света „да спаси нашите граждани и да осъди извършения неописуем престъпен акт“. Тя и целият съвет по отбрана, чувствайки, че светът няма да реагира адекватно, възлагат на Мосад да избие замесените дейци на организацията Черен септември и Народния фронт за освобождение на Палестина, където и да се намират.
При управлението на Голда Меир протича и Войната от Йом Кипур през 1973. Въпреки противоречивите сведения от разузнаването за предстоящо нападение срещу Израел и предложенията на генерал Давид Елазар за превантивен удар срещу Сирия, Голда Меир решава да изчака и по този начин печели по-голяма международна подкрепа за Израел в последвалата война.
След края на войната правителството на Голда Меир е дестабилизирано от противоречия в управляващата коалиция и от обвиненията в лоша подготовка и грешки при воденето на войната. На 11 април 1974 Голда Меир подава оставка и на 3 юни постът е зает от Ицхак Рабин.
Горда Меир умира на 8 декември 1978 в Йерусалим от рак.